# Akiyo Noguchi
Akiyo Noguchi –en japonés, 野口啓代, Noguchi Akiyo– (Ryugasaki, 30 de mayo de 1989) es una deportista japonesa que compite en escalada, especialista en las pruebas de dificultad y bloques.
Participó en los Juegos Olímpicos de Tokio 2020, obteniendo una medalla de bronce en la prueba combinada. Ganó ocho medallas en el Campeonato Mundial de Escalada entre los años 2005 y 2019.

## Palmarés internacional
| Juegos Olímpicos   | Juegos Olímpicos    | Juegos Olímpicos  | Juegos Olímpicos |
| Año                | Lugar               | Medalla           | Prueba           |
| ------------------ | ------------------- | ----------------- | ---------------- |
| 2020               | Tokio (Japón)       | Medalla de bronce | Combinada        |
| Campeonato Mundial |                     |                   |                  |
| Año                | Lugar               | Medalla           | Prueba           |
| 2005               | Múnich (Alemania)   | Medalla de bronce | Dificultad       |
| 2007               | Avilés (España)     | Medalla de plata  | Bloques          |
| 2014               | Múnich (Alemania)   | Medalla de bronce | Bloques          |
| 2016               | París (Francia)     | Medalla de bronce | Bloques          |
| 2018               | Innsbruck (Austria) | Medalla de plata  | Bloques          |
| 2018               | Innsbruck (Austria) | Medalla de bronce | Combinada        |
| 2019               | Hachioji (Japón)    | Medalla de plata  | Bloques          |
| 2019               | Hachioji (Japón)    | Medalla de plata  | Combinada        |